# Фигуровский, Николай Николаевич
Никола́й Никола́евич Фигуро́вский (7 декабря 1923, Чухлома, Костромская губерния — 14 июня 2003, Москва) — советский сценарист, кинорежиссёр, писатель, переводчик. Заслуженный деятель искусств Белорусской ССР (1964).

## Биография
Родился в городе Чухлома Костромской губернии в семье сельского учителя, выпускника духовного училища Николая Михайловича Фигуровского. Дед Михаил Иванович Фигуровский был сельским дьячком, после революции рукоположённым в священники; расстрелян в 1937 году.
В 30-е годы переехал с родителями в село Терновка Русановского района Центрально-Чернозёмной области, где окончил среднюю школу (1941). В 1942 году призван в Красную армию, служил в роте связи в звании младшего сержанта.
В 1951 году окончил режиссёрский факультет ВГИКа (мастерская Игоря Савченко). В 1953—1965 годах работал режиссёром и сценаристом на киностудии «Беларусьфильм», затем — на «Мосфильме».
С 1970 года — руководитель сценарной мастерской во ВГИКе, профессор. Среди его выпускников были Сергей Сельянов, Юрий Арабов, Бахыт Килибаев, Ариф Алиев, Родион Белецкий, Андрей Щербак-Жуков. В 1974—1975 годах руководил сценарной мастерской на Высших курсах сценаристов и режиссёров.
Его перу принадлежит роман «Знак Водолея» о жизни творческой интеллигенции в предреволюционной России, также является автором учебных пособий «Кинодраматургия и зритель: Проблема овладения вниманием» и «Непостижимая кинодраматургия. Советы начинающим сценаристам». Кроме того, перевёл с английского роман Гарольда Роббинса «Стилет».
Член КПСС с 1966 года. Член Союза кинематографистов СССР (Москва), член правления СК СССР, член Союза писателей СССР.
Лауреат Государственной премии Узбекской ССР имени Хамзы (1977).
Скончался 14 июня 2003 года в Москве, похоронен на Востряковском кладбище (участок № 77).

### Семья
Младший брат — Юрий Фигуровский (1925—2005), конструктор военной радиолокационной техники.
Двоюродный дядя — Николай Фигуровский (1901—1986), советский химик и историк науки. Согласно его автобиографии, семья Николая Фигуровского также состояла в родстве с Анатолием Благонравовым (1894—1975), советским учёным в области оружейной и космической баллистики.
Первая жена (брак продлился с 1951 по 1958 годы) — Эмма Трифоновна Павликова (1928—2009), окончила ВГИК по специальности «Директор фильма», работала экономистом. В браке родились двое детей — Юрий (1951—2011) и Елена (род. 1956).
Вторая жена (брак продлился с 1959 по 1961 годы) — Рита Гладунко (1929—1996), советская и российская актриса театра и кино. Ушла от Фигуровского к актёру Виктору Авдюшко.
Третья жена (брак с 1963 года до конца жизни) — Валентина Куценко, киноактриса и писательница. В 1966 году у пары родился сын Николай.

## Фильмография
| 1954 | Дети партизана                   | зелёная ✓ |           | совместно с Л. Голубом                          |
| 1955 | Повесть об агрономе              | зелёная ✓ |           | на экраны не вышел, все материалы уничтожены    |
| 1957 | Полесская легенда                | зелёная ✓ |           | совместно с П. Василевским                      |
| 1957 | Огненные вёрсты                  |           | зелёная ✓ |                                                 |
| 1958 | Часы остановились в полночь      | зелёная ✓ | зелёная ✓ | совместно с А. Кучаром                          |
| 1958 | На дорогах войны                 |           | зелёная ✓ | совместно с Л. Сааковым                         |
| 1960 | Весенние грозы                   | зелёная ✓ | зелёная ✓ |                                                 |
| 1961 | Когда деревья были большими      |           | зелёная ✓ |                                                 |
| 1961 | Командировка                     |           | зелёная ✓ | совместно с Ю. Егоровым                         |
| 1961 | Рассказы о юности (киноальманах) |           | зелёная ✓ | новеллы «Секретарь укома», «Дали зовут»         |
| 1963 | Случай в Даш-Кале                |           | зелёная ✓ | участие в работе над сценарием М. Семашко       |
| 1964 | Пятый тополь                     |           | зелёная ✓ | на экраны не вышел                              |
| 1964 | Ракеты не должны взлететь        |           | зелёная ✓ | участие в работе над сценарием П. Загребельного |
| 1965 | Сколько лет, сколько зим!        | зелёная ✓ | зелёная ✓ |                                                 |
| 1965 | Три времени года                 |           | зелёная ✓ | совместно с Ю. Полухиным, Л. Сааковым           |
| 1967 | Весна на Одере                   |           | зелёная ✓ | совместно с Л. Сааковым                         |
| 1967 | Десятый шаг                      |           | зелёная ✓ |                                                 |
| 1968 | Люди на Ниле                     |           | зелёная ✓ | совместно с А. Шаркауном, Ю. Шахином            |
| 1969 | Преступление и наказание         |           | зелёная ✓ | совместно с Л. Кулиджановым                     |
| 1970 | Море в огне                      |           | зелёная ✓ | совместно с Л. Сааковым                         |
| 1970 | Моя улица                        |           | зелёная ✓ |                                                 |
| 1971 | Рудобельская республика          |           | зелёная ✓ |                                                 |
| 1975 | Соколово                         |           | зелёная ✓ |                                                 |
| 1975 | Родимый край                     |           | зелёная ✓ |                                                 |
| 1976 | Повесть о двух солдатах          |           | зелёная ✓ |                                                 |
| 1977 | Поединок в тайге                 |           | зелёная ✓ |                                                 |
| 1977 | Рудин                            |           | зелёная ✓ |                                                 |
| 1978 | Вижу цель                        |           | зелёная ✓ |                                                 |
| 1978 | Женщина издалека                 |           | зелёная ✓ |                                                 |
| 1984 | Репортаж с линии огня            |           | зелёная ✓ |                                                 |

Актёр
- 1948 — Молодая гвардия — Анатолий Орлов «Гром гремит»
- 1969 — Преступление и наказание — Кох
- 1973 — Москва — Кассиопея — журналист

## Награды и звания
- вторая премия Всесоюзного конкурса на лучший киносценарий (1957) — за сценарий фильма «Огненные вёрсты»[9];
- заслуженный деятель искусств Белорусской ССР (1964)[8];
- лауреат Государственной премии Узбекской ССР имени Хамзы (1977) — за сценарий фильма «Повесть о двух солдатах»[21].